# Git a Hoss!
Git a Hoss! è un cortometraggio muto del 1911 prodotto dalla Lubin. Il nome del regista non viene riportato nei credit del film che ha come interprete l'attore inglese Jack Standing affiancato da Cleo Ridgely.

## Produzione
Il film fu prodotto dalla Lubin Manufacturing Company.

## Distribuzione
Distribuito dalla General Film Company, il film - un cortometraggio in una bobina - uscì nelle sale statunitensi il 19 ottobre 1911.